# Giulio Cesare Gabussi
Giulio Cesare Gabussi (* um 1555 in Bologna; † 12. September 1611 in Mailand) war ein italienischer Kapellmeister und Komponist.

## Leben und Werk
Seine Ausbildung erhielt er in seiner Heimatstadt und in Ravenna bei Constanzo Porta. Nach 1580 übernahm er die Kapellmeisterstelle am Dom von Forlì und wirkte ab 1594 in gleicher Position am Dom zu Mailand. Nach einem kurzen Zwischenaufenthalt in Krakau im Dienst des polnischen Königs Sigismund III. (etwa von 1600 bis 1602) kehrte er in seine alte Stellung am Mailänder Dom zurück, die er bis zu seinem Ableben versah.
Seine klangschönen Werke – Motetten, Madrigale und weitere Kompositionen – stehen noch ganz im Geist des 16. Jahrhunderts.